# 夫水镇
夫水镇是中国陕西省渭南市华阴市下辖的一个镇。

## 行政区划
夫水镇下辖以下行政区：
秦电社区、０五一社区、敷街村、敷南村、敷北村、托西村、横上村、横西村、明星村、古城村、葱兴村、桃园村、方山村、台头村、沙道村、姚田村、白土坡村、左家村、川街村、塬头村、瓮岔村、付家村、草滩村